# Championnat de France féminin de handball de deuxième division 2021-2022
Navigation
Division 2 2020-2021 Division 2 2022-2023
Le Championnat de France féminin de handball de deuxième division 2021-2022 est la cinquante-et-unième édition de cette compétition. Ce championnat est le deuxième plus haut niveau du championnat de France de ce sport derrière la D1 (LFH). 
À la fin de la saison, le premier club VAP accède en Division 1. En vigueur depuis la saison 2012-2013, ce dispositif vise à baliser et sécuriser le chemin vers la LFH pour consolider la professionnalisation du handball féminin français. Il concerne les clubs de D2F désireux de se structurer et ambitionnant, à plus ou moins court terme, d’accéder en LFH et qui s’engagent en conséquence à répondre volontairement à un cahier des charges intermédiaire, palier avant une intégration en LFH. Ce statut de club VAP est accordé par la CNCG après examen de la situation du club de D2F au regard des différents critères du cahier des charges VAP (de même nature que ceux du cahier des charges LFH). Tous les clubs qualifiés en D2F peuvent solliciter le statut VAP, qu’ils accèdent de N1, descendent de LFH ou se soient maintenus en D2. Le statut est accordé par saison sportive et il n’y a aucune attribution automatique d’une saison sur l’autre, ni à un club relégué de LFH.
La compétition est remportée par Saint-Amand Handball qui retrouve la D1 seulement une saison après l'avoir quittée.
En bas du classement, AS Cannes Mandelieu Handball, Rochechouart Saint-Junien HB 87 et HB Octeville-sur-Mer sont relégués en Nationale 1.
| \| Saint-Maur Le Havre Octeville Saint-Grégoire Achenheim · Truchtersheim Aulnoye-Aymeries Noisy Bouillargues Clermont-Ferrand Bègles Vaulx-en-Velin Rochechouart · Saint-Junien Cannes · Mandelieu Saint-Amand \| Localisation des clubs engagés dans le championnat. |
| Saint-Maur Le Havre Octeville Saint-Grégoire Achenheim · Truchtersheim Aulnoye-Aymeries Noisy Bouillargues Clermont-Ferrand Bègles Vaulx-en-Velin Rochechouart · Saint-Junien Cannes · Mandelieu Saint-Amand                                                           |

## Formule de la compétition
La compétition est ouverte aux 14 clubs ayant acquis leur participation par leur classement au terme de la saison précédente. Ces clubs sont réunis en une poule de 14. Les clubs se rencontrent en matches aller et retour.
Le club sous statut VAP au titre de la saison concernée classé à l’une des 4 premières places du championnat de D2F et le mieux classé du championnat D2F, accède à la LFH. Les clubs classés à la 14e, 13e et 12e place sont relégués en Nationale 1 pour la saison suivante.

### Calendrier
Les principales dates du calendrier du championnat sont :
- 28 août 2021 : début du championnat
- 6 février 2022 : 13e journée et fin des matchs allers
- 4 juin 2022 : 26e journée et fin du championnat

## Clubs participants
Légende des couleurs
- Relégué de LFH
- Promu de Nationale 1

| Club                                     | Localisation                                                                | Classement de 2020-2021   | VAP |
| ---------------------------------------- | --------------------------------------------------------------------------- | ------------------------- | --- |
| Saint-Amand Handball                     | Hauts-de-France, Nord, Saint-Amand-les-Eaux                                 | 14e de LFH                | Oui |
| Stella Saint-Maur Handball               | Île-de-France, Val-de-Marne, Saint-Maur-des-Fossés                          | 2e (playoffs - poule B)   | Oui |
| Le Havre AC Handball                     | Normandie, Seine-Maritime, Le Havre                                         | 1er (playoffs - poule A)  | Oui |
| Handball Octeville-sur-Mer               | Normandie, Seine-Maritime, Octeville-sur-Mer                                | 1er (playdowns - poule A) |     |
| Saint-Grégoire Rennes Métropole Handball | Bretagne, Ille-et-Vilaine, Saint-Grégoire                                   | 2e (playdowns - poule B)  |     |
| Achenheim Truchtersheim Handball         | Grand Est, Bas-Rhin, Achenheim et Truchtersheim                             | 2e (playoffs - poule A)   |     |
| Sambre Avesnois Handball                 | Hauts-de-France, Nord, Aulnoye-Aymeries                                     | 3e (playoffs - poule B)   |     |
| Noisy-le-Grand handball                  | Île-de-France, Seine-Saint-Denis, Noisy-le-Grand                            | 3e (playdowns - poule B)  |     |
| Bouillargues Handball Nîmes Métropole    | Occitanie, Gard, Bouillargues                                               | 3e (playoffs - poule A)   |     |
| Handball Clermont Auvergne Métropole 63  | Auvergne-Rhône-Alpes, Puy-de-Dôme, Clermont-Ferrand                         | 1er (playdowns - poule B) |     |
| Club athlétique béglais handball         | Nouvelle-Aquitaine, Gironde, Bègles                                         | 4e (playoffs - poule B)   |     |
| ASUL Vaulx-en-Velin                      | Auvergne-Rhône-Alpes, Métropole de Lyon, Vaulx-en-Velin                     | 4e (playoffs - poule A)   |     |
| Rochechouart Saint-Junien Handball 87    | Nouvelle-Aquitaine, Haute-Vienne, Rochechouart et Saint-Junien              | 3e (playdowns - poule A)  |     |
| AS Cannes Mandelieu Handball             | Provence-Alpes-Côte d'Azur, Alpes-Maritimes, Cannes et Mandelieu-la-Napoule | 2e (playdowns - poule A)  |     |

## Résultats

### Classement
|    | Équipe                       | Pts | J  | G  | N | P  | Bp  | Bc  | Diff |
| -- | ---------------------------- | --- | -- | -- | - | -- | --- | --- | ---- |
| 1  | Saint-Amand Handball R V     | 71  | 26 | 22 | 1 | 3  | 817 | 655 | 162  |
| 2  | Stella Saint-Maur Handball V | 68  | 26 | 21 | 0 | 5  | 757 | 624 | 133  |
| 3  | Sambre Avesnois Handball     | 66  | 26 | 19 | 2 | 5  | 746 | 630 | 116  |
| 4  | Bouillargues HB Nîmes Mét.   | 59  | 26 | 15 | 3 | 8  | 754 | 682 | 72   |
| 5  | Le Havre AC Handball V       | 58  | 26 | 15 | 2 | 9  | 698 | 636 | 62   |
| 6  | Noisy-le-Grand handball      | 55  | 26 | 14 | 1 | 11 | 714 | 710 | 4    |
| 7  | Achenheim Truchtersheim HB   | 53  | 26 | 13 | 1 | 12 | 720 | 726 | -6   |
| 8  | CA Bègles                    | 52  | 26 | 12 | 2 | 12 | 708 | 718 | -10  |
| 9  | HB Clermont AM 63            | 51  | 26 | 12 | 1 | 13 | 671 | 700 | -29  |
| 10 | ASUL Vaulx-en-Velin          | 48  | 26 | 10 | 2 | 14 | 673 | 699 | -26  |
| 11 | Saint-Grégoire RMHB          | 44  | 26 | 8  | 2 | 16 | 649 | 710 | -61  |
| 12 | HB Octeville-sur-Mer         | 39  | 26 | 6  | 1 | 19 | 662 | 734 | -72  |
| 13 | Rochechouart St-Junien HB 87 | 38  | 26 | 6  | 0 | 20 | 672 | 753 | -81  |
| 14 | AS Cannes Mandelieu Handball | 26  | 26 | 0  | 0 | 26 | 590 | 854 | -264 |

Légende
- Champion de D2 et promu en LFH
- Promu en LFH
- Relégué en Nationale 1
- V : Club VAP.
- R : Relégué de LFH.
- P : Promu de Nationale 1.

### Résultats détaillés
| Résultats (dom.\ext.)                                      | Ach.  | S.Av. | Bèg.  | Bou.  | Can.  | Cle.  | Le H. | Noi.  | Oct.  | Ren.  | Roc.  | St-A. | St-M. | Vaul. |
| Achenheim Truchtersheim Handball                           |       | 25-31 | 22-20 | 24-27 | 36-24 | 27-30 | 30-25 | 21-30 | 21-20 | 25-29 | 28-26 | 33-34 | 25-29 | 30-23 |
| Sambre Avesnois Handball                                   | 39-31 |       | 34-25 | 24-22 | 34-21 | 23-24 | 24-24 | 31-28 | 21-18 | 30-23 | 36-25 | 25-22 | 32-27 | 28-31 |
| CA Bègles                                                  | 28-28 | 24-27 |       | 28-31 | 38-23 | 28-26 | 20-28 | 36-34 | 31-27 | 27-24 | 35-29 | 28-34 | 24-28 | 29-24 |
| Bouillargues Handball Nîmes Métropole                      | 29-30 | 27-27 | 32-32 |       | 36-21 | 32-20 | 25-20 | 30-33 | 36-24 | 31-24 | 36-24 | 26-27 | 21-31 | 34-33 |
| AS Cannes Mandelieu Handball                               | 25-28 | 22-31 | 21-31 | 25-35 |       | 26-32 | 19-33 | 23-32 | 24-26 | 24-29 | 23-29 | 20-28 | 20-36 | 24-30 |
| HB Clermont AM 63                                          | 30-31 | 24-31 | 24-21 | 20-29 | 33-25 |       | 26-23 | 30-25 | 33-29 | 30-18 | 33-28 | 21-29 | 27-33 | 23-30 |
| Le Havre AC Handball V                                     | 32-31 | 21-28 | 25-20 | 27-25 | 36-21 | 23-24 |       | 23-23 | 33-23 | 30-16 | 27-17 | 25-26 | 22-24 | 24-27 |
| Noisy-le-Grand handball                                    | 30-28 | 28-26 | 31-27 | 25-26 | 36-27 | 30-22 | 24-25 |       | 27-26 | 32-28 | 29-24 | 21-36 | 22-31 | 32-27 |
| HB Octeville-sur-Mer                                       | 21-26 | 22-34 | 32-26 | 22-27 | 31-28 | 23-25 | 25-27 | 30-26 |       | 27-30 | 31-24 | 27-34 | 21-32 | 23-22 |
| Saint-Grégoire RMHB                                        | 26-27 | 19-28 | 19-24 | 24-25 | 27-20 | 26-21 | 25-27 | 24-24 | 30-26 |       | 31-24 | 35-43 | 22-26 | 24-24 |
| Rochechouart Saint-Junien HB 87                            | 25-31 | 32-30 | 27-29 | 27-24 | 37-24 | 23-25 | 31-25 | 22-25 | 31-28 | 22-27 |       | 22-37 | 24-26 | 29-30 |
| Saint-Amand Handball R V                                   | 39-29 | 26-19 | 39-23 | 30-30 | 34-21 | 35-23 | 29-35 | 28-20 | 29-24 | 33-23 | 33-23 |       | 26-25 | 33-22 |
| Stella Saint-Maur Handball V                               | 29-25 | 21-26 | 26-30 | 33-27 | 41-21 | 28-24 | 25-27 | 34-23 | 26-25 | 37-24 | 26-24 | 30-20 |       | 24-18 |
| ASUL Vaulx-en-Velin                                        | 25-28 | 18-27 | 23-24 | 27-31 | 35-18 | 24-22 | 28-31 | 25-23 | 31-31 | 23-22 | 24-23 | 25-33 | 24-29 |       |
| - Victoire à domicile - Match nul - Victoire à l'extérieur |       |       |       |       |       |       |       |       |       |       |       |       |       |       |

## Statistiques et récompenses

### Classement des buteuses
| Rang | Joueuse            | Club                            | Buts | MJ | Moy. |
| ---- | ------------------ | ------------------------------- | ---- | -- | ---- |
| 1    | Fanta Diagouraga   | Noisy-le-Grand handball         | 181  | 24 | 7,54 |
| 2    | Enola Grollier     | Bouillargues HNM                | 151  | 23 | 6,57 |
| 3    | Lola Berrais       | ASUL Vaulx-en-Velin             | 145  | 23 | 6,30 |
| 4    | Beatriz Sousa      | HB Clermont AM 63               | 144  | 24 | 6,00 |
| 5    | Rehab Gomaa-Ahmed  | Rochechouart Saint-Junien HB 87 | 139  | 24 | 5,79 |
| 6    | Louison Boisorieux | Le Havre AC Handball            | 137  | 24 | 5,71 |
| 7    | Apolline Feuvrier  | Saint-Grégoire RMHB             | 135  | 23 | 5,87 |
| 8    | Sabrina Abdellahi  | Sambre Avesnois Handball        | 133  | 24 | 5,54 |
| 9    | Jocelyne Mavoungou | HB Octeville-sur-Mer            | 122  | 24 | 5,08 |
| 10   | Djénéba Tandjan    | Stella Saint-Maur Handball      | 118  | 24 | 4,92 |

### Statistiques et faits marquants
- Meilleure attaque : 817 buts marqués (31,42 buts/match) pour le Saint-Amand Handball
- Meilleure défense : 624 buts encaissés (24,00 buts/match) pour le Stella Saint-Maur Handball
- Plus grand nombre de buts pendant une journée : 405 buts lors de la 5e journée
- Plus grand nombre de buts dans une rencontre : 78 buts lors du match de la 26e journée entre le Saint-Grégoire RMHB et le Saint-Amand Handball (35-43)
- Plus large victoire à domicile : 20 buts d'écart lors du match de la 13e journée entre le Stella Saint-Maur Handball et l'AS Cannes Mandelieu Handball (41-21)
- Plus large victoire à l'extérieur : 16 buts d'écart lors du match de la 26e journée entre l'AS Cannes Mandelieu Handball et le Stella Saint-Maur Handball (20-36)
- Plus grand nombre de buts dans une rencontre pour une joueuse : 15 buts pour  Apolline Feuvrier (Saint-Grégoire Rennes MHB) lors de Noisy-le-Grand handball-Saint-Grégoire Rennes MHB (32-28) le 28 août 2021 (1re journée)
- Plus grande série de victoires : 10 matches pour le Saint-Amand Handball du 23 janvier 2022 lors de la 12e journée au 30 avril 2022 lors de la 22e journée.
- Plus grande série de défaites : 26 matches pour l'AS Cannes Mandelieu Handball depuis le 28 août 2022 lors de la 1re journée
- Plus grande série de matchs sans défaite : 10 matches pour le Saint-Amand Handball du 23 janvier 2022 lors de la 12e journée au 30 avril 2022 lors de la 22e journée.
- Plus grande série de matchs sans victoire : 26 matches pour l'AS Cannes Mandelieu Handball depuis le 28 août 2022 lors de la 1re journée

## Bilan de la saison
| Tableau d'honneur de la saison 2021-2022 |                                                                                   |
| Champion de France de D2                 | Saint-Amand Handball                                                              |
| Promu en LBE                             | Saint-Amand Handball                                                              |
| Relégué de LBE                           | CJF Fleury Loiret Handball                                                        |
| Relégué en Nationale 1                   | AS Cannes Mandelieu Handball Rochechouart Saint-Junien HB 87 HB Octeville-sur-Mer |
| Promu de Nationale 1                     | Palente Besançon HB Lomme Lille MH Toulouse Féminin Handball                      |